# امام علیم‌سلطانف
امام علیم‌سلطانف (چچنی: Имам Алимсултанов؛ ۱۹۵۷ – ۱۰ نوامبر ۱۹۹۶) موسیقی‌دان اهل اتحاد جماهیر شوروی سوسیالیستی بود.
او یکی از طرفداران جمهوری چچن ایچکریا بود و برای مبارزان این گروه آهنگ های اسلامگرایانه با نام (الله اکبر) و (لا اله الا الله)و(غزوات) و سایر آهنگ ها با این نام برای تقویت روحیه مبارزان چچنی ساخت .
ایشام به صورت مشکوک در اودسا ترور شد . بسیاری معتقدند ترور او با حمایت های او از گروه های تجزیه طلب چچنی مرتبط است